# Équation différentielle holomorphe
Les équations différentielles holomorphes constituent une généralisation dans l'ensemble des nombres complexes des équations différentielles à valeurs réelles.
Leur étude et leur résolution est plus délicate car faisant appel à des fonctions complexes dites holomorphes.